# Adriano Fedele
Adriano Fedele (Udine, 13 ottobre 1947) è un ex calciatore e allenatore di calcio italiano, di ruolo terzino.

## Carriera

### Giocatore
Ha a lungo militato in Serie A (dieci campionati complessivi) con le maglie di Bologna, Inter e Verona. Con l'Inter si è aggiudicato l'edizione 1977-1978 della Coppa Italia. Con il Verona ha conquistato la promozione in Serie A nella stagione 1981-1982. Chiude la carriera professionistica nel Pordenone in C2 nel 1984-1985 per poi giocare ancora nei dilettanti del Pro Gorizia. In carriera ha totalizzato complessivamente 221 presenze (17 reti) in Serie A, 83 presenze in Serie B e 54 (3 reti) in C2.

### Allenatore
Intrapresa la carriera di allenatore, ha guidato la squadra della sua città, l'Udinese. Con essa ottenne una promozione in Serie A nel 1991-1992 ma venne esonerato prima dell'inizio del seguente campionato di A. Venne poi richiamato per la stagione successiva, dapprima come secondo di Azeglio Vicini e in seguito come allenatore dopo la cacciata di quest'ultimo. A fine stagione l'Udinese retrocedette in Serie B.  Durante il successivo campionato di Serie B venne sostituito da Giovanni Galeone.
Successivamente allena Padova, Modena e Pordenone tra i professionisti e Itala San Marco, Manzanese e Buttrio tra i dilettanti.
Rimase celebre il clamoroso errore che commise durante la partita Padova-Varese del 3 aprile 1999, valida per la 28ª giornata del girone A della Serie C1: a tre minuti dal termine della sfida, mentre i padroni di casa stavano agevolmente conducendo per 2-0, Fedele sostituì il 20enne Barone con il 23enne Landonio; il regolamento dell'epoca, tuttavia, imponeva a ogni squadra di schierare almeno un calciatore under 21 per tutti i 90 minuti. Di conseguenza, gli Euganei persero la partita 0-2 a tavolino; questa sconfitta si rivelò decisiva per la retrocessione finale del Padova.

## Statistiche

### Presenze e reti nei club
| Stagione         | Squadra          | Campionato       | Campionato | Campionato |
| Stagione         | Squadra          | Comp             | Pres       | Reti       |
| ---------------- | ---------------- | ---------------- | ---------- | ---------- |
| 1964-1965        | Udinese          | C                | 3          | 0          |
| 1965-1966        | Udinese          | C                | 19         | 1          |
| 1966-1967        | Udinese          | C                | 25         | 0          |
| 1967-1968        | Udinese          | C                | 36         | 0          |
| 1968-1969        | Udinese          | C                | 33         | 1          |
| 1969-1970        | Udinese          | C                | 38         | 5          |
| Totale Udinese   | Totale Udinese   | Totale Udinese   | 154        | 7          |
| 1970-1971        | Bologna          | A                | 27         | 3          |
| 1971-1972        | Bologna          | A                | 27         | 2          |
| 1972-1973        | Bologna          | A                | 23         | 2          |
| Totale Bologna   | Totale Bologna   | Totale Bologna   | 77         | 7          |
| 1973-1974        | Inter            | A                | 27         | 2          |
| 1974-1975        | Inter            | A                | 23         | 3          |
| 1975-1976        | Inter            | A                | 25         | 1          |
| 1976-1977        | Inter            | A                | 20         | 4          |
| 1977-1978        | Inter            | A                | 17         | 0          |
| 1978-1979        | Inter            | A                | 20         | 0          |
| Totale Inter     | Totale Inter     | Totale Inter     | 132        | 10         |
| 1979-1980        | Verona           | B                | 36         | 0          |
| 1980-1981        | Verona           | B                | 22         | 0          |
| 1981-1982        | Verona           | B                | 25         | 0          |
| 1982-1983        | Verona           | A                | 12         | 0          |
| Totale Verona    | Totale Verona    | Totale Verona    | 95         | 0          |
| 1983-1984        | Pordenone        | C2               | 27         | 0          |
| 1984-1985        | Pordenone        | C2               | 27         | 3          |
| Totale Pordenone | Totale Pordenone | Totale Pordenone | 54         | 3          |
| 1985-1986        | Pro Gorizia      | D                | 29         | 0          |
| Totale carriera  | Totale carriera  | Totale carriera  | 541        | 27         |

## Palmarès

### Giocatore

#### Club

##### Competizioni nazionali
- Coppa Italia: 1

Inter: 1977-1978
- Campionato italiano di Serie B: 1

Verona: 1981-1982

##### Competizioni internazionali
- Coppa di Lega Italo-Inglese: 1

Bologna: 1970

### Allenatore

#### Competizioni nazionali
- Campionato italiano Serie D: 1

Pordenone: 2001-2002 (girone C)

#### Competizioni regionali
- Coppa Italia Dilettanti Friuli-Venezia Giulia: 1

Manzanese: 2006-2007